# A Quality of Mercy
A Quality of Mercy is een aflevering van de Amerikaanse televisieserie The Twilight Zone. De titel is afkomstig uit William Shakespeares The Merchant of Venice. Het scenario is geschreven door Rod Serling, gebaseerd op een verhaal van Sam Rolfe.

## Plot

### Opening
It's August, 1945, the last grimy pages of a dirty, torn book of war. The place is the Philippine Islands. The men are what's left of a platoon of American Infantry, whose dulled and tired eyes set deep in dulled and tired faces can now look toward a miracle, that moment when the nightmare appears to be coming to an end. But they've got one more battle to fight, and in a moment we'll observe that battle. August, 1945, Philippine Islands. But in reality, it's high noon in the Twilight Zone.
— Rod Serling

### Verhaal
Katell, een jonge Amerikaanse luitenant uit de Tweede Wereldoorlog, geeft zijn troepen het bevel om een groep zieke en gewonde Japanse soldaten aan te vallen, die zich ophouden in een grot. Sergeant Causarango, die weet dat de mannen genoeg hebben van de oorlog, probeert hem ervan te weerhouden. Maar Katell houdt voet bij stuk omdat hij zichzelf wil bewijzen.
Dan bevindt Katell zich opeens in Corregidor, drie jaar eerder. Hij bevindt zich in het lichaam van de Japanse luitenant Yamuri, die het bevel heeft gekregen een groep Amerikaanse soldaten die zich in een grot ophouden aan te vallen. Katell, als Yamuri, probeert de Japanse kapitein op andere gedachten te brengen, maar de kapitein denkt dat Yamuri/Katell ijlt door een jungleziekte of erger. Hij beveelt Yamuri/Katell om door te gaan met de aanval, anders zal hij achter worden gelaten bij de gewonde soldaten.
Dan keert Katell terug naar zijn eigen lichaam op de plaats waar de aflevering begon. Hij krijgt te horen dat de atoombom zojuist op Japan is gegooid en dat ze de soldaten in de grot met rust moeten laten. Katell lijkt opgelucht dat hij wordt teruggeroepen.

### Slot
The quality of mercy is not strained, it droppeth as the gentle rain from heaven upon the place beneath. It blesseth him that gives and him that takes.' Shakespeare, The Merchant of Venice, but applicable to any moment in time, to any group of soldiery, to any nation on the face of the Earth—or, as in this case, to the Twilight Zone.
— Rod Serling

De tekst gebruikt voor het slot is een citaat uit de vierde acte van William Shakespeares The Merchant of Venice.

## Bewerkingen
De aflevering diende als basis voor de film Twilight Zone: The Movie. Hierin belandt een racistische zakenman in de lichamen van verschillende mensen die door onrecht om het leven zijn gekomen om hem een lesje te leren.

## Rolverdeling
Veel van de acteurs in de aflevering werden later beroemd in sciencefictionseries. Dean Stockwell werd bekend bij Sci-Fi fans als Al Calavicci in de serie Quantum Leap. Leonard Nimoy, die een kleine rol heeft in de aflevering, werd later bekend als Mr. Spock in Star Trek.
- Lt. Katell/Lt. Yamuri: Dean Stockwell
- Sgt. Causarano: Albert Salmi
- Hansen: Leonard Nimoy
- Andrew J. Watkins: Rayford Barnes
- Hanacheck: Ralph Votrian
- Sergeant Yamazaki: Dale Ishimoto
- Japanese Captain: Jerry Fujikawa
- Jeep Driver: Michael Pataki